# لورانس رينولدز
لورانس رينولدز (بالإنجليزية: Lawrence Reynolds)‏ هو كاتب أغاني أمريكي، ولد في 13 يوليو 1944، وتوفي في 15 أغسطس 2000.

## وصلات خارجية
- لورانس رينولدز على موقع ميوزك برينز (الإنجليزية)
- لورانس رينولدز على موقع ديسكوغز (الإنجليزية)